# 萊德巴赫山
46°43′17″N 9°49′20″E / 46.72140°N 9.82221°E

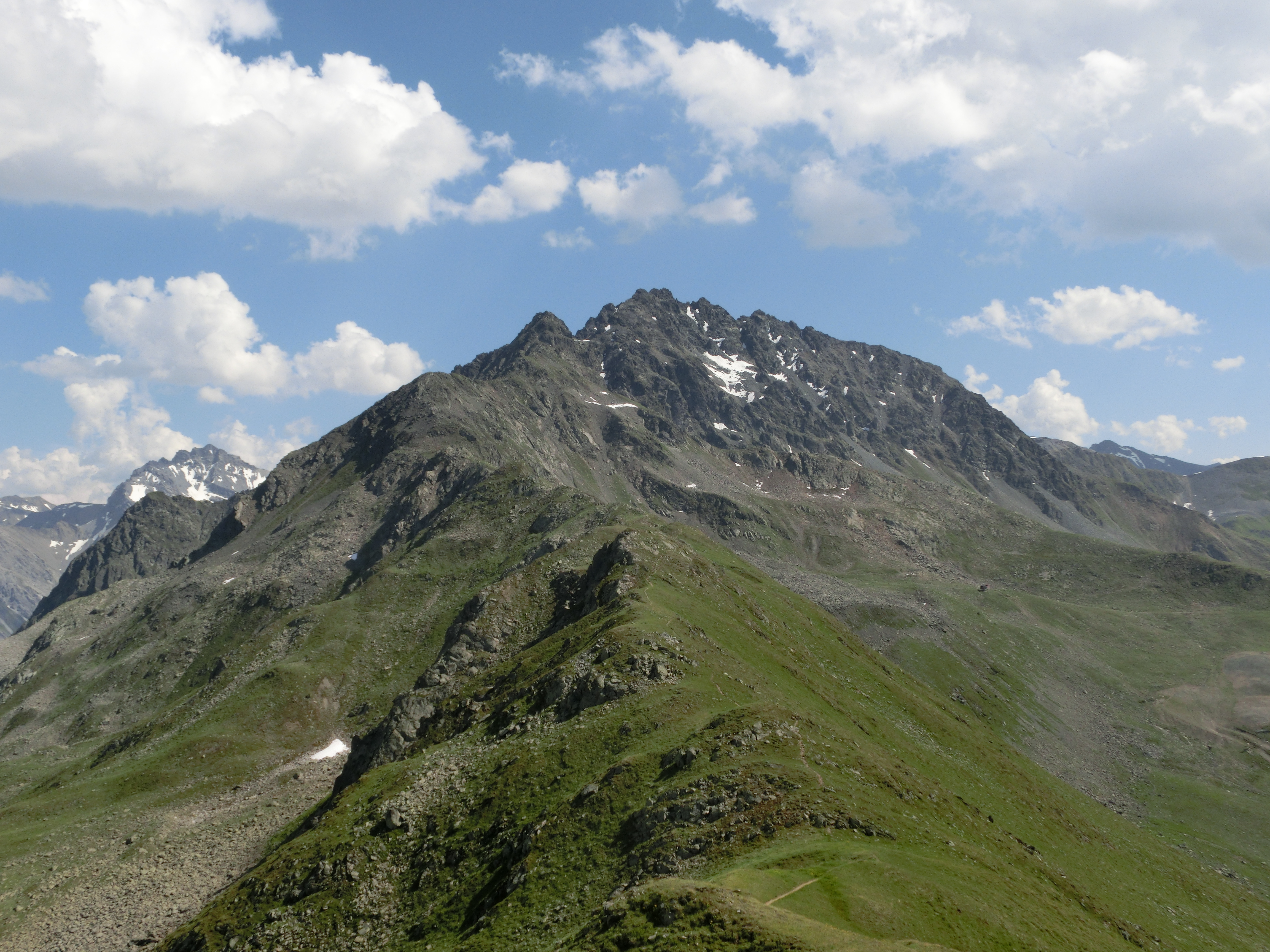

萊德巴赫山（Leidbachhorn），是瑞士的山峰，位於該國東南部，由格勞賓登州負責管轄，屬於阿爾布拉山脈的一部分，距離埃爾普利山1.2公里，海拔高度2,907米，每年平均降雨量1,729毫米。